# Gonioscia piperita
Gonioscia piperita là một loài bướm đêm trong họ Noctuidae.